# R. J. Barrett
Rowan Alexander "R. J." Barrett Jr. (Toronto, Ontario, 14 de junio del 2000) es un jugador de baloncesto canadiense que pertenece a la plantilla de los Toronto Raptors de la NBA. Con 1,98 metros de estatura, ocupa la posición de escolta o alero.

## Carrera

### Instituto
Después de asistir a la escuela francesa École Secondaire Jeunes Sans Frontières en Brampton hasta 2014 y la Escuela Secundaria St. Marcellinus hasta 2015, Barrett se mudó a la Academia Montverde en Montverde, Florida. En 2016 ganó el premio MVP en el Jordan Brand Classic, tras conseguir 22 puntos y 8 rebotes, mientras que en 2017 ganó el MVP en el torneo Basketball Without Borders durante el All-Star Game de la NBA en Nueva Orleans. Posteriormente fue incluido en el equipo mundial del Nike Hoop Summit en 2017 y 2018, año en el que fue elegido MVP.
Antes de comenzar su carrera en la universidad, todavía logró llevarse a casa el prestigioso premio Morgan Wootten National Player of the Year del McDonald's All-American Game, y ganar el campeonato de baloncesto masculino Geico National, anotando 25 puntos y 15 rebotes en la final.

### Universidad

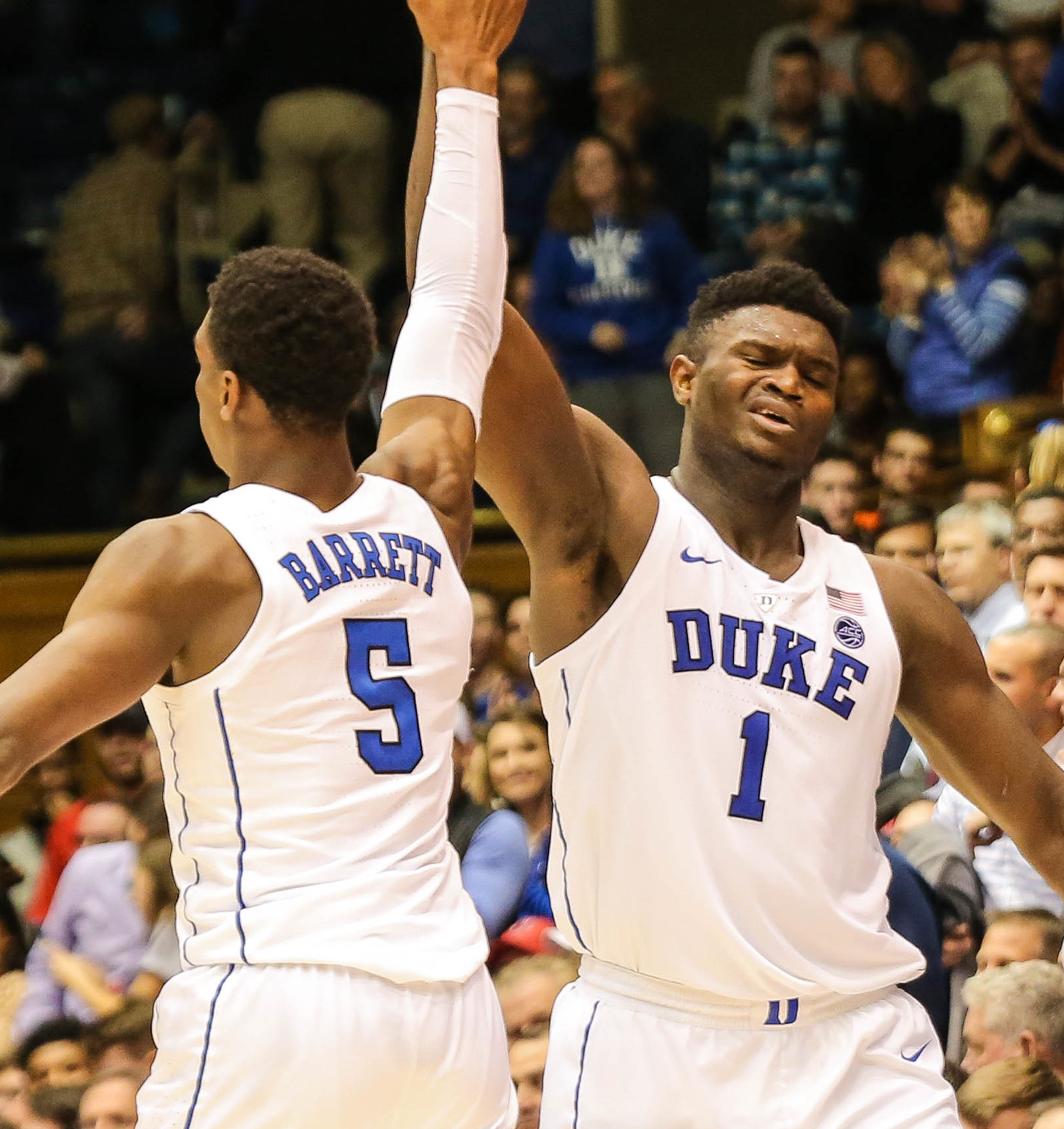
Barrett (izquierda) junto a Zion Williamson en diciembre de 2018.

En su último año de instituto, recibió ofertas de becas de muchos de las más prestigiosos programas de baloncesto de la División I de la NCAA, incluidas Arizona, Duke, Indiana, Kansas, Kentucky, Missouri, Oklahoma, Oregon, Texas, UCLA y USC, de acuerdo con la ESPN. El 10 de noviembre de 2017 anunció que aceptaba la oferta de Duke para la temporada 2018-19. Comentando su decisión, dijo:

"Me siento como en casa. Y obviamente tienen un gran entrenador... me encanta Coach K. He estado viendo partidos de Duke desde que era un crío."

El 6 de noviembre, en su primer partido oficial, logró 33 puntos y 6 asistencias contra la universidad con el ranking n.º 2 del país, Kentucky, batiendo el récord de anotación de un freshman de Duke en su debut. Barrett logró su primer doble-doble el 5 de diciembre, con 27 puntos y 15 rebotes ante Hartford.
El 22 de marzo, Barrett lideró al equipo con 26 puntos y 14 rebotes en la victoria por 85–62 ante el cabeza de serie número 16 North Dakota State en el Torneo de la NCAA. Disputó a lo largo de la temporada un total de 38 partidos, todos como titular, promediando 22,6 puntos, 7,6 rebotes y 4,3 asistencias.
En el juego, él y su compañero de equipo Zion Williamson rompieron el récord de puntaje de debut de Duke para primer año establecido por Marvin Bagley III. Tras la eliminación de su equipo en el Torneo de la NCAA, anunció que renunciaba a los tres años de universidad que le quedaba, para presentarse al Draft de la NBA de 2019, donde todas las previsiones lo situaban, acertadamente, en el top-3.

#### Estadísticas
| Año     | Equipo | PJ | PT | MPP  | %TC  | %3P  | %TL  | RPP | APP | ROB | TPP | PPP  |
| ------- | ------ | -- | -- | ---- | ---- | ---- | ---- | --- | --- | --- | --- | ---- |
| 2018–19 | Duke   | 38 | 38 | 35.3 | .454 | .308 | .665 | 7.6 | 4.3 | .9  | .4  | 22.6 |

### NBA

#### New York Knicks

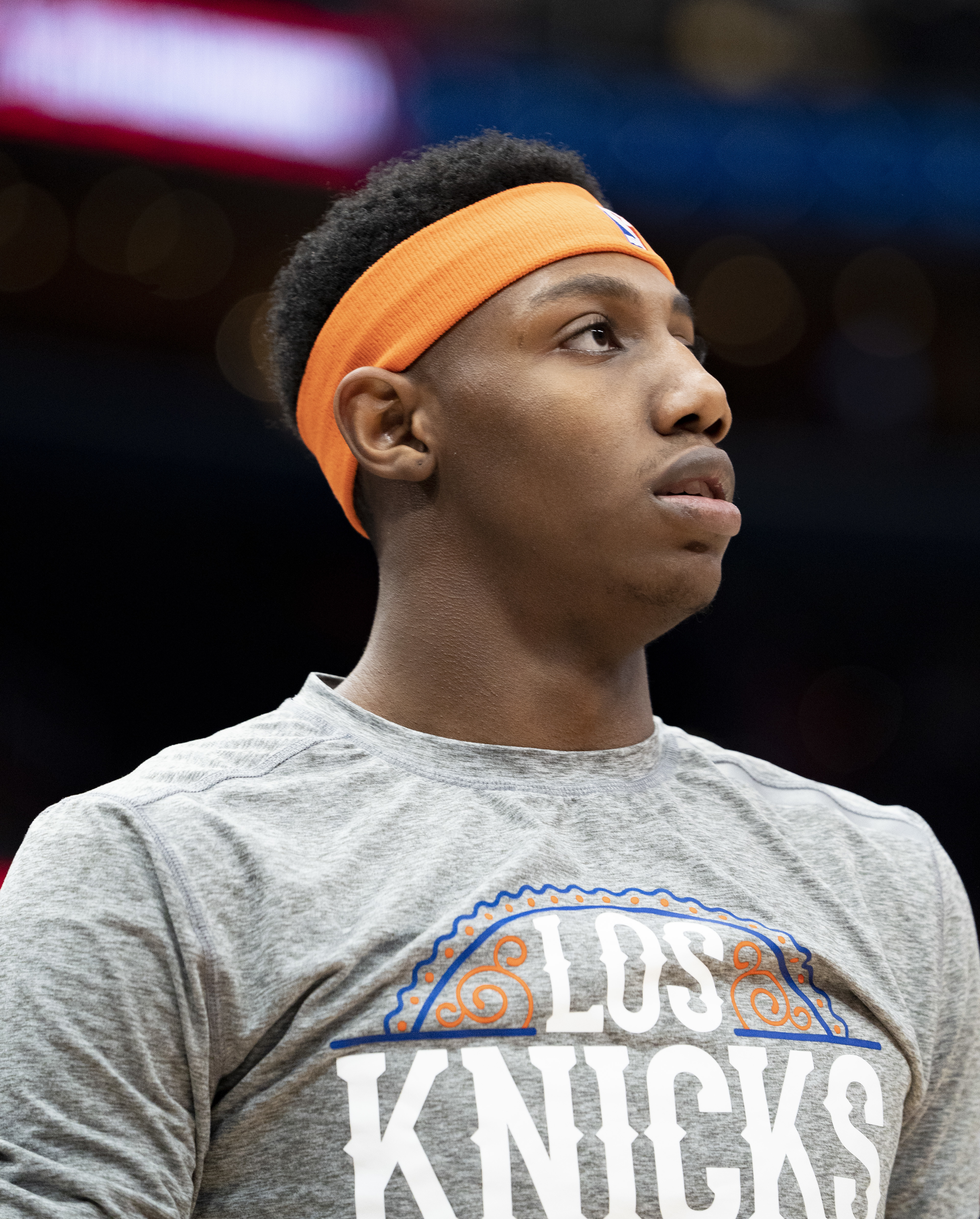
Barret con los Knicks en 2020.

Fue elegido en la tercera posición del Draft de la NBA de 2019 por los New York Knicks. El 23 de octubre de 2019, Barrett hizo su debut en la NBA, comenzó en una derrota por 111-120 ante los San Antonio Spurs, con 21 puntos, cinco rebotes, dos asistencias y dos robos. El 17 de diciembre anotó 27 puntos, el máximo de su carrera, con seis rebotes, una asistencia y un robo en una victoria por 143-120 sobre los Atlanta Hawks. Se perdió varios partidos por una lesión en el tobillo en enero de 2020, acabando la temporada con unos promedios de 14,3 puntos, 5,0 rebotes y 2,6 asistencias por partido, siendo titular indiscutible desde el primer encuentro disputado.
El 30 de octubre de 2021, en el sexto encuentro de su tercera temporada, ante New Orleans Pelicans, registra su récord personal de anotación con 35 puntos. El 6 de enero de 2022 ante Boston Celtics, anota la canasta ganadora sobre la bocina. El 10 de enero ante San Antonio Spurs anotó 31 puntos, y en el encuentro siguiente del 12 de enero ante Dallas Mavericks anotó 32, convirtiéndose en el jugador más joven de los Knicks en encadenar dos partidos consecutivos de más de 30 puntos, con 21 años. El 5 de febrero ante Los Angeles Lakers anotó 36 puntos, repartió 5 asistencias y capturó 8 rebotes. El 25 de febrero, ante Miami Heat, anotó 46 puntos, la cifra más alta para un jugador de los Knicks desde Carmelo Anthony (46 puntos en 2014), y a sus 21 años convirtiéndose en el más joven de la franquicia en alcanzar los 40 puntos, solo por detrás de Carl Braun en 1947 (47 puntos con 20 años).
A finales de agosto de 2022 acuerda una extensión de contrato con los Knicks por cuatro años y $120 millones. Durante su cuarta temporada en Nueva York, el 23 de diciembre de 2022 ante Chicago Bulls, anota 44 puntos.

#### Toronto Raptors
Durante su quinta temporada en Nueva York, el 30 de diciembre de 2023, es traspasado junto a Immanuel Quickley a Toronto Raptors, a cambio de OG Anunoby y Precious Achiuwa.

### Selección nacional
Barret fue integrante de las selecciones júnior de Canadá. Fue el más joven del seleccionado Sub-16 que ganó la medalla de plata en el FIBA Américas de 2015, celebrado en Argentina. Promedió 14,6 puntos y fue el máximo anotador de su equipo en el torneo.
Al año siguiente promedió 18,4 puntos en el Mundial Sub-17 de 2016, celebrado en España.
En julio de 2017, consigue 38 puntos y 13 rebotes ante Estados Unidos, para guiar a su selección a la final Mundial Sub-19 de 2017. En la final anota 18 puntos y captura 12 rebotes en la victoria ante Italia. Promedió 21,6 puntos por encuentro siendo el máximo anotador del torneo, fue incluido en el mejor quinteto y nombrado MVP del Mundial. 
Debutó con la selección absoluta en junio de 2018, y se comprometió por tres años en mayo de 2022.
Durante agosto y septiembre de 2023 fue integrante de la selección de Canadá que participó en el Mundial de 2023 celebrado en Asia, y que consiguió el bronce, tras vencer a Estados Unidos en la final de consolación.
Entre julio y agosto de 2024 fue parte de la selección absoluta de Canadá, que disputó los Juegos Olímpicos de París, finalizando en quinta posición.

## Estadísticas de su carrera en la NBA

### Temporada regular
| Año     | Equipo   | PJ  | PT  | MPP  | %TC  | %3P  | %TL  | RPP | APP | ROB | TPP | PPP  |
| ------- | -------- | --- | --- | ---- | ---- | ---- | ---- | --- | --- | --- | --- | ---- |
| 2019-20 | New York | 56  | 55  | 30.4 | .402 | .320 | .614 | 5.0 | 2.6 | 1.0 | .3  | 14.3 |
| 2020-21 | New York | 72  | 72  | 34.9 | .441 | .401 | .746 | 5.8 | 3.0 | .7  | .3  | 17.6 |
| 2021-22 | New York | 70  | 70  | 34.5 | .408 | .342 | .714 | 5.8 | 3.0 | .6  | .2  | 20.0 |
| 2022-23 | New York | 73  | 73  | 33.9 | .434 | .310 | .740 | 5.0 | 2.8 | .4  | .2  | 19.6 |
| 2023-24 | New York | 26  | 26  | 29.5 | .423 | .331 | .831 | 4.3 | 2.4 | .5  | .3  | 18.2 |
| 2023-24 | Toronto  | 32  | 32  | 33.5 | .553 | .392 | .629 | 6.4 | 4.1 | .6  | .4  | 21.8 |
| 2024-25 | Toronto  | 58  | 58  | 32.2 | .468 | .350 | .630 | 6.3 | 5.4 | .8  | .3  | 21.1 |
| Total   | Total    | 387 | 386 | 33.1 | .441 | .346 | .697 | 5.6 | 3.3 | .7  | .3  | 18.8 |

### Playoffs
| Año   | Equipo   | PJ | PT | MPP  | %TC  | %3P  | %TL  | RPP | APP | ROB | TPP | PPP  |
| ----- | -------- | -- | -- | ---- | ---- | ---- | ---- | --- | --- | --- | --- | ---- |
| 2021  | New York | 5  | 5  | 32.3 | .388 | .286 | .800 | 7.2 | 3.0 | .8  | .4  | 14.4 |
| 2023  | New York | 11 | 11 | 34.3 | .433 | .328 | .769 | 4.5 | 2.8 | .8  | .2  | 19.3 |
| Total | Total    | 16 | 16 | 33.7 | .420 | .315 | .775 | 5.9 | 2.9 | .8  | .3  | 17.8 |

## Vida personal
Barrett nació en Toronto, Ontario, mientras su padre desarrollaba su carrera profesional en Francia. En aquél tiempo asistió a una escuela de francés, pero su madre le enseñó inglés. Vivió en varios países debido a la carrera de su padre, jugando al baloncesto con jugadores de su edad en los clubes de los que su padre era parte. Su familia se estableció en Mississauga, Ontario en 2008, cuando su padre dejó el baloncesto profesional.
Su padre, Rowan Barrett, es hijo de jamaicanos pero creció en Toronto. Jugó al baloncesto universitario en St. John's, y fue profesional en Europa y Sudamérica. También fue integrante de la selección canadiense de baloncesto, siendo el capitán en los Juegos Olímpicos de Sídney 2000. Más tarde se convirtió en vicepresidente ejecutivo de la Canada Basketball.
Su madre, Kesha Duhaney, nació en Brooklyn, New York. Conoció a su marido en la universidad y fue atleta a nivel nacional mientras estaba en St. John's, antes de empezar a trabajar en el Canadian Imperial Bank of Commerce.
Su tía por parte de madre, Dahlia Duhaney, fue miembro del equipo jamaicano de 4 × 100 relevos que ganó la medalla de oro en el Campeonato Mundial de Atletismo de 1991. También sus abuelos maternos fueron atletas que representaron a Jamaica.
Su hermano, Nathan, cuatro años más pequeño que él, falleció el marzo de 2024 a los 19 años.
Barret es ahijado del exjugador y miembro del Salón de la Fama, Steve Nash, que jugó con su padre en la selección canadiense. La buena relación entre ambos hizo que se convirtiera en su padrino, y le regaló su primera cuna.